# Thüringerwald-Verein

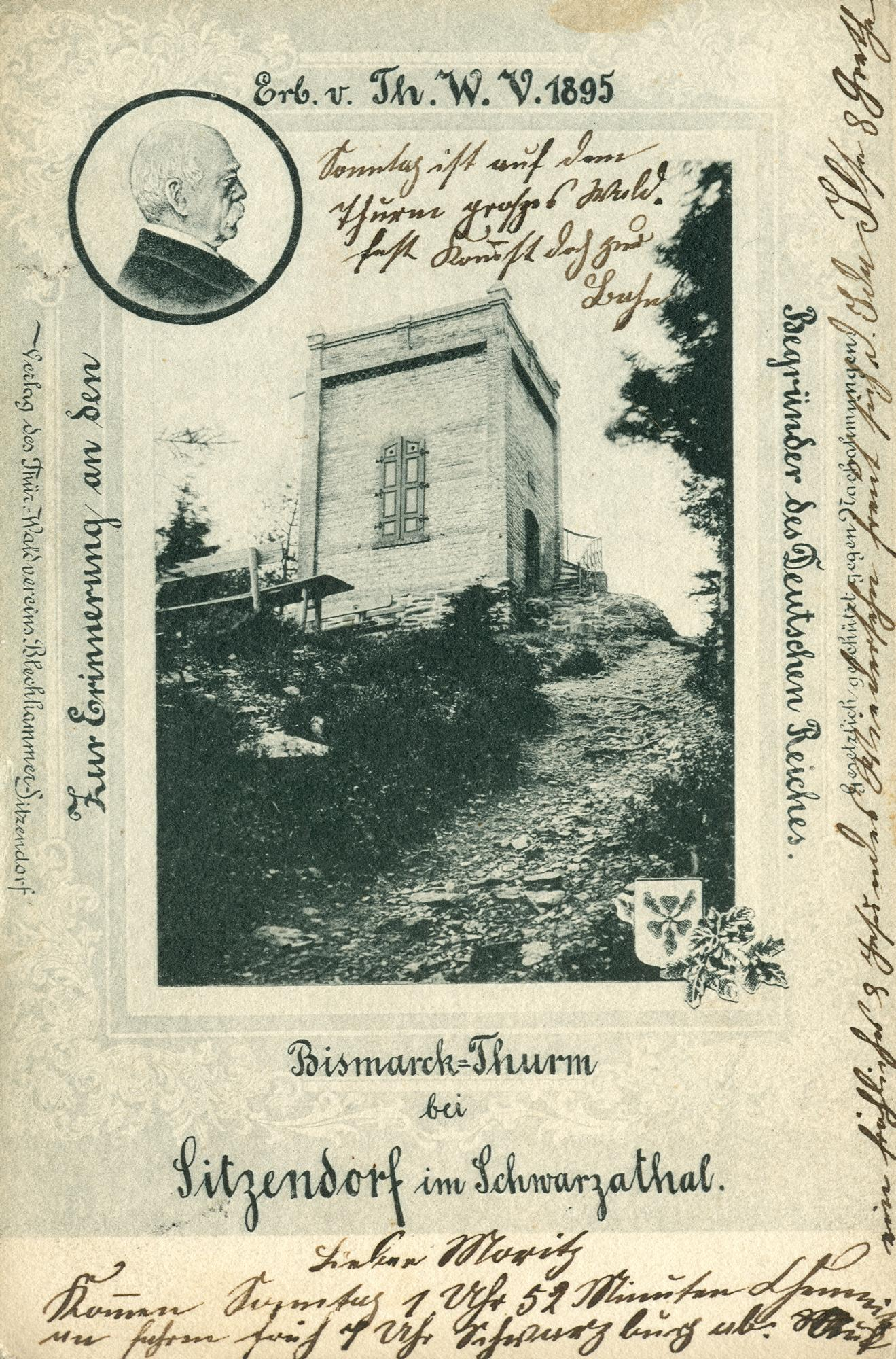
Bismarckturm Sitzendorf, erbaut vom Th.W.V. Blechhammer/Sitzendorf 1895

Mitgliedskarte des Thüringerwald-Verein von 1912

Der Thüringerwald-Verein (kurz ThWV, selten auch TWV) wurde am 29. August 1880 in Ilmenau gegründet. Er zählte zusammen 134 Zweigvereine mit 16.000 Mitgliedern.
Sein Zweck war die Vereinigung aller Bestrebungen, die auf Erweckung und Pflege der Liebe zum Thüringer Wald sowie auf Erleichterung und Förderung seines Besuches gerichtet sind.
Tätigkeiten waren:
1. Anbringung von Wegweisern sowie Anlage und Besserung von Wegen.
2. Erschließung neuer Aussichtspunkte, Anlage von Ruheplätzen und Unterkunftsstätten.
3. Hinweis auf empfehlenswerte Wege und Reisepläne, Empfehlung und Verbreitung zuverlässiger Reisehandbücher, Karten und Rundsichten.
4. Überwachung des Gasthofs- und Führerwesens sowie des Wagenverkehrs zum Schutz der Touristen vor Benachteiligung.

Die Verbands-Zeitschrift waren die „Thüringer Monatsblätter“.
In den Jahren 1933 bis 1945 war der Verein Mitglied des Reichsbundes für Leibesübungen.
Am 22. September 1990 wurde der Verein als Thüringerwald-Verein 1880 e. V. wiedergegründet. Zurzeit umfasst er 36 Zweigvereine mit insgesamt etwa 2500 Mitgliedern. Der Sitz des Vereins ist heute in Tabarz. Er ist eingetragen in das Vereinsregister des Amtsgerichts Gotha (VR 140954).

## Auszeichnungen
Die folgenden Zweigvereine des Thüringerwald-Vereins erhielten die Eichendorff-Plakette:
- 1984 Zweigverein Coburg[2]
- 1998 Zweigverein Bad Blankenburg[3]
- 1998 Ortsgruppe Tabarz[4]
- 1999 Ortsgruppe Lauscha[5]
- 2000 Zweigverein Asbacher Berge und Umgebung[6]
- 2011 Zweigverein Wanderfreunde Pößneck[7]
- 2013 Zweigverein Lehesten[8][9][10]
- 2014 Zweigverein Leutenberg[11]